# Тентен
Тентен (фр. Tintin, у деяких перекладах помилково транслітерується як «Тантан», «Тінтін» чи «Тін-Тін», що не відповідає французькій вимові ) — головний персонаж бельгійської серії коміксів Ерже «Пригоди Тентена». Пізніше — герой мультфільмів та художніх фільмів, знятих за коміксами Ерже, а згодом — і відеоігор.
Тентен уперше з'являється 1929 року в коміксі Тентен у Країні Рад (фр. Tintin au pays des Soviets). Він — молодий бельгійський журналіст, розумний, спритний, добрий та сміливий. Постійно бореться зі злом у різних його проявах.

## «Пригоди Тентена»

### Тентен у Країні Сов'єтів (1929)
Тентен потрапляє до радянського союзу, щоб написати репортаж. Більшовики чинять йому перешкоди, намагаються заарештувати, але він виконує місію.
Слід зазначити, що Ерже мало що знав про радянський союз: більшість сцен виглядає карикатурно, хоча й із немалою долею правди.
Наприклад: більшовик, що роздає хліб безпритульним дітям, питає в кожного з них: «комуніст?»; хліб отримують лише ті, хто назвався комуністом.
У іншій сцені, під час виборів до рад, комісар пропонує селянам «обрати один з трьох списків», один з яких — «список комуністів», а решта — «списки безпартійних». Комісар погрожує селянам револьвером і ті вимушені «обрати» список комуністів.

### Тентен у Конго (1931)
Тентен у Конго (фр. Tintin au Congo), друга серія книжки, вийшла у 1931. Тентен їде до Конго, де допомагає впіймати бандитів.
Як і у випадку з радянським союзом, Ерже мало що знав про Конго. Комікс побудовано на тогочасних стереотипах щодо Африки, за що пізніше його звинувачували у расизмі. Здобувши незалежність, деякі африканські країни навіть заборонили цю книжку на своїй території.

### Синій лотос (1936)
У коміксі Синій лотос (фр. Le Lotus bleu), що вийшов у вересні 1936, Тентен бореться з японською агресією проти Китаю.
Цього разу Ерже вперше спробував зібрати інформацію про країну, де відбувається дія. Він познайомився з китайським художником, що вчився тоді у Європі і розповів про ситуацію у Китаї. Художник став прототипом персонажу на ім'я Чанґ.

## Українські переклади
2019 року вийшов друком перший том серії коміксів в українському перекладі — «Тентен. Репортер ХХ віку у країні Сов'єтів». Видавництво: «PINZEL», перекладач — Іван Рябчій.
2023 року вийшов друком другий том серії коміксів в українському перекладі— «Чорний острів». Видавництво: «PINZEL», перекладач — Сергій Рева. У тому ж році вийшов друком третій том українською мовою — «Тентен в Америці». Видавництво: «PINZEL», перекладач — Анна-Марія Баландіна.
У 2024 році вийшов друком четвертий том серії коміксів в українському перекладі— «Фараонові сигари». Видавництво: «PINZEL», перекладач — Сергій Рева.